# 羅文錦
羅 文錦, CBE (ら ぶんきん、英語: Sir Man-kam Lo、1893年7月21日 – 1959年3月7日) はイギリス領香港の政治家、ユーラシアン。行政局および立法局にて非官守議員を歴任し、市政局議員も務めたほか、初代アジアサッカー連盟会長を務めた。

## 幼少期と教育
羅文錦は、1893年7月に香港四大家族のひとつとして著名なユーラシアンの家庭に生まれた。父、羅長肇は、ジャーディン・マセソン商会の買弁であった。1906年、13歳のときに香港を離れ、イングランドで法律を学んだ。ロンドンでの法曹協会試験（Law Society Examinations）を首席で卒業し、1915年に香港へ帰国。ソリシターとしての活動を開始し、その後、羅文錦法律事務所（英語: Lo & Lo, Solicitors、中国語: 羅文錦律師樓）のシニア・パートナーとなった。
1918年には、父の親友であり、香港の著名な実業家であった何東（Robert Hotung）の長女、何錦姿（Victoria Jubilee Hotung）と結婚した。

## 公的活動
1920年に香港で初めての大規模ストライキが発生した際、羅文錦はストライキ主催者である華人機器総工会（Chinese Mechanics Institute）の法律顧問を務め、労働者と雇用主の間の合意を仲介した。この後、1921年には太平紳士に任命された。
省港ストライキの際、羅文錦とその弟の文惠は香港義勇防衛軍に参加し、それに続いてさらに多くの香港華人が加わることになった。
羅文錦は、当時の香港で広く行われていた妹仔制度に対して複雑な立場を取っていた。義父である何東と同様、当初は制度の熱心な擁護者であったが、後にその廃止を支持するようになった。
1929年から1930年にかけて、羅は東華医院の主席を務め、医院が所属する慈善組織である東華三院の名誉法律顧問を務めた。1931年には保良局や金銀業貿易場の名誉法律顧問としても活動した。また、1932年には香港ロータリークラブの副主席に就任し、翌年には主席を務めた。さらに、1934年1月には香港保護児童会主席に任命された。
1929年5月、羅は潔浄局議員に選出された。また、1932年から1956年まで香港大学の校務委員会委員を務めた。1933年には香港サッカー協会副会長に就任し、1954年にはアジアサッカー連盟初代会長を務めた。
羅は義母である張蓮覚の死後、跑馬地にある東蓮覚苑院長を引き継いだ。東蓮覚苑は羅の下で、宝覚学校の設立と拡張に尽力した。
羅は1935年にジョージ5世シルバージュビリーメダル（King George V Silver Jubilee Medal）、1937年にジョージ6世戴冠記念メダル（King George VI Coronation Medal）を受章した。1941年には、大英帝国勲章司令官（CBE）を授与された。

## 立法局非官守議員として
1935年、羅はロバート・コートウォールの後を継ぎ、立法会の3名の中国人代表の1人に選ばれた。任期中、彼は中国人コミュニティのために積極的に発言し、その権利を擁護した。
政府の給与に関する報告書が公に議論を呼んだ後、羅は香港出身の公務員を増やすという政府方針を支持した。アンドリュー・カルデコット総督は1935年、英国で公募される前に地元候補者を優先して採用する方針を容れた。
日本による侵略の脅威が高まる中、1938年12月には税務委員会委員に任命された。この委員会は、戦争準備のために追加の歳入を得るための新たな税金導入を目指していた。該委員会は1940年には戦時収益委員会（英語: War Revenue Committee）に置き換えられ、羅は再び委員に任命された。財界の圧力を受け、委員会は政府が提案した所得税法案を拒否し、代わりに部分的な所得税の導入を推奨した。
羅は、1946年まで続いた植民地政府の人種隔離政策に反対する声を上げていた。1921年には、後に立法局議員となるホセ・ペドロ・ブラガと共に「人種的障害を排除」し「人種、階級、信条を問わず植民地内の親睦を促進する」ことを目指して「フレンドシップ連盟（League of Fellowship）」を設立した。 1946年7月26日、立法局において華人のヴィクトリア・ピーク山頂区への居住を禁じた論争含みの「山頂区保留条例」を廃止する法案が二読された際、羅は「華人はピークに住みたがっているわけではなく、この条例への反対は人種差別への反対に基づくものである」と述べた。
1940年、太平洋戦争が勃発する直前、政庁の英国市民避難船がオーストラリアに避難する際に、乗員の大多数が純粋な欧州系住民である中、「ユーラシアンは褐色または黄色人種の人々の中でより快適に感じるだろう」という理由で多くのユーラシアンがフィリピンのマニラで下船させられたことに対し、羅は立法局のポルトガル系非官守議員であるレオ・ダルマダ・エ・カストロと共に当局を批判した。財務委員会の会議で、羅は人種差別の問題を取り上げ、「この植民地の納税者は、非常に少数で選ばれたコミュニティの人々の避難と、その後の支援のために無期限に費用を負担させられ、その一方で実際の緊急時においては人口の99.9パーセントは無視され、守られることなく放置されている」と述べた。

## 日本軍政期
日本占領期、羅を含めた多くの現地華人導者たちは、日本当局からさまざまな代表委員会に参加するよう圧力をかけられた。中華総商会から公共施設や物資供給の杜絶、通貨問題、売春などの問題についての陳情があった後、日本当局は香港善後処理委員会を結成した。ロバート・コートウォールと周寿臣はそれぞれ会長と副会長に任命され、羅も委員に任命された。この委員会は59回の会議を開催した後、華民代表会と華民各界協議会に取って代わられ、羅は後者の会員となった。
羅は戦後、対日協力に対する非難を回避することができたが、その理由はおそらく「外交的」な病気によるものであった。戦前の立法局での活発な発言と対照的に、羅は戦時中の委員会ではほとんど沈黙していた。彼が発言した数少ないタイミングは、日本当局が中国人と日本人の関係改善方法を尋ねたときで、その際羅は「日本軍兵士が公共の場でおしっこをしないようにすることから始めるべきだ」と答えた。
1945年にイギリスが香港を取り戻した後、日本と協力した多くの地元の指導者は公職への任命を拒否された。ロバート・コトウォールは公生活から退くよう求められ、行政局議員を辞任しなければならなかった。周寿臣は完全には復帰せず、李子方は立法局議員への再任を果たせなかった。しかし、羅文錦は日本軍との協力を非常に嫌々ながら行っていたと見なされ、公生活に復帰することができた。

## 戦後
羅は、1946年に行政局議員に任命、立法局にも再任され、その任期中に重要な役割を果たした。また、香港の再建に貢献したとして、1948年にはナイトの称号を授与された。
第二次世界大戦後、イギリスの労働党内閣は植民地住民に対して自分たちに関する事柄についての発言権を拡大することを決定した。1946年、香港に戻ったマーク・ヤング総督は、植民地香港の住民に「自分たちの事柄に対してより広範で責任ある役割を与える」ための政治制度改革案を発表した。この「ヤング・プラン」は、立法局における非官守議員の議席数を増加させ、市民によって選ばれる市議会の創設を提案していた。また、社会福祉サービスの資金調達のために直接税を課すことも提案されたが、この考えを羅は支持した。
しかし、ヤングの後任であるアレキサンダー・グランサムは、ヤングとは異なる見解を持っていた。中国共産党が国共内戦で勢力を増している状況を踏まえ、グランサムはダウニング街に対し、改革の実施を控えるよう助言した。彼は、この改革が共産主義勢力の反発を招く可能性があると考えていた。1949年6月22日の立法局会議において、羅文錦はヤング・プランがもはや香港市民に統治への発言権を与える最善の策ではないと提言した。羅は全非官守議員の支持を得て、立法局の規模を縮小し、非官守議員の多数派を確立すること、そして市議会の創設を撤回することを求める修正案を提出した。しかし、共産党の反発を恐れたイギリス内閣は、ヤング・プランと羅の修正案の双方を拒否し、代わりに市政局に2つの選挙枠を設けることを決定した。
羅は香港における教育改革の支持者であった。彼は李緑華の聴覚障害者向け学校の設立を支援し、また労働者の子供たちのための学校を組織しようとするロナルド・ホール主教の取り組みを支えた。1950年には、小学校に通えない子供たちの登録を求め、政府の教育支出に関する調査を実施するよう立法局に提言した。彼は、中等学校への助成金支給を可能にする助成金規定（Grant Code）が過度に寛大であると主張した。その結果、政府はマンチェスターの首席教育主任であるN.G. フィッシャーを招き、教育制度の調査を実施させた。この調査報告書は、その後の香港の教育改革においの重要な青写真となった。
1950年、香港政庁は羅を「香港における中国の法律および慣習に関する委員会（Committee on Chinese Laws and Customs in Hong Kong）」の委員に任命した。同委員会の目的は、現地の中国人慣習に関する改正を提言することであった。委員会の報告書において、羅は中国人男性が側室を持つ慣習について、「この古い法は、もし実際に適用されなければ…やがて自然に廃れるだろう」との理由から、改正を行わず現状のまま維持することを推奨した。
1951年3月、羅は香港大学から名誉学位を授与された。

## 死
晩年は心臓病を患っていた。1959年3月7日午後7時45分、羅便臣道の自宅で心臓発作により急逝した。享年67。ロは当日、エディンバラ公フィリップの香港訪問を記念する総督府での晩餐会に出席する予定であった。
葬儀当日、羅の自宅および薄扶林の永別亭には、ロバート・ブラック総督やイギリス軍司令官バスティアンをはじめとする数百人の香港の著名人が集まり、最後の別れを告げた。式は香港警察の楽隊が葬列を先導し、荘厳な雰囲気の中で執り行われた。また、ブラック総督、植民地大臣アラン・レノックス＝ボイド、元香港総督アレキサンダー・グランサムらから花輪が贈られた。
羅文錦は、アレクサンダー・グランサムの自伝『Via Ports』において高く評価されている。グランサムは、羅が行政局議員として卓越した人物であり、「第一級の頭脳を持ち、強い道徳的勇気を備え、細部を深く掘り下げながらも全体を見失わない能力を持っていた」と述べている。

## 家族
羅文錦は、羅長肇と施湘卿の長男として生まれた。彼には三人の弟（羅文恵、羅文灝、羅文顯）と五人の妹がいた。 弟の文恵もソリシターとなり、文錦とともにLo & Loのパートナーを務め、また香港立法局および行政局議員としても活躍した。
羅と何錦姿の間には佩筠（Gwendolyn）、徳権（Wilbur）、佩堯（Phoebe）、佩堅（Vera）、佩賢（Rita）、德丞の6人の子ができた。

德丞は父の跡を継いでソリシターとして活動し、行政局および立法局の議員を務めた。1997年の香港主権移譲後に行われた初の行政長官選挙に立候補した。
| 非営利団体                              | 非営利団体                                  | 非営利団体         |
| --------------------------------------- | ------------------------------------------- | ------------------ |
| 先代 鄧肇堅爵士                         | 東華医院主席 1929–1930                      | 次代 梁弼予        |
| 議会                                    |                                             |                    |
| 先代 何世全                             | 潔浄局議員 1929–1932                        | 次代 李樹芬        |
| 先代 ロバート・コートウォール（英語版） | 立法局華人非官守議員 1935–1941              | 日本占領時期の香港 |
| 先代 周埈年                             | 立法局首席華人非官守議員 1939–1941          | 日本占領時期の香港 |
| 先代 日本占領時期の香港                 | 立法局華人非官守議員 1946–1950              | 次代 羅文恵        |
| 公職                                    |                                             |                    |
| 先代 日本占領時期の香港                 | 行政局華人非官守議員 1946–1959 同職：周埈年 | 次代 顔成坤        |
| タイトル                                |                                             |                    |
| 先代 サー・アーサー・モース             | アジアサッカー連盟会長 1953–1954            | 次代 郭賛          |
| 爵位創設                                | アジアサッカー連盟会長 1954                 | 次代 郭賛          |